# Miguel Falé
Miguel Maria Mariano Falé (Redondo, Portugal, 28 de enero de 2004) es un futbolista portugués que juega como delantero en el CD Castellón de Primera RFEF cedido por el S. C. Braga de la Primeira Liga.

## Trayectoria
Es canterano del S. L. Benfica, y del Lusitano G. C. antes de incorporarse a la cantera del S. C. Braga en 2018. Comenzó a entrenar con su primer equipo en 2021. Debutó como profesional con el Braga como suplente de última hora en la victoria por 6-0 de la Primeira Liga contra el F. C. Arouca el 30 de diciembre de 2021.
El 18 de agosto de 2023, el CD Castellón anunció su cesión para la temporada 2023-24. Debutó el 27 de agosto entrando en el minuto 50 en la victoria de 2-1 de liga contra el Málaga CF.

## Selección nacional
Es internacional en las categorías inferiores de la selección portuguesa, con la que ha jugado en las selecciones sub-16 y sub-18.

## Estadísticas

### Clubes
Actualizado al último partido disputado el 2 de abril de 2023.
| Club                            | Div.          | Temporada     | Liga  | Liga  | Liga   | Copas nacionales | Copas nacionales | Copas nacionales | Copas internacionales | Copas internacionales | Copas internacionales | Total | Total | Total  |
| Club                            | Div.          | Temporada     | Part. | Goles | Asist. | Part.            | Goles            | Asist.           | Part.                 | Goles                 | Asist.                | Part. | Goles | Asist. |
| ------------------------------- | ------------- | ------------- | ----- | ----- | ------ | ---------------- | ---------------- | ---------------- | --------------------- | --------------------- | --------------------- | ----- | ----- | ------ |
| S. C. Braga Portugal            | 1.ª           | 2021-22       | 8     | 0     | 2      | 0                | 0                | 0                | 5                     | 0                     | 0                     | 13    | 0     | 2      |
| S. C. Braga Portugal            | Total club    | Total club    | 8     | 0     | 2      | 0                | 0                | 0                | 5                     | 0                     | 0                     | 13    | 0     | 2      |
| S. C. Braga "B" Portugal        | 3.ª           | 2022-23       | 12    | 0     | 0      | —                | —                | —                | —                     | —                     | —                     | 12    | 0     | 0      |
| S. C. Braga "B" Portugal        | Total club    | Total club    | 12    | 0     | 0      | 0                | 0                | 0                | 0                     | 0                     | 0                     | 12    | 0     | 0      |
| Club Deportivo Castellón España | 3a            | 2023-24       | 2     | 0     | 0      | 1                | 0                | 0                | —                     | —                     | —                     | 3     | 0     | 0      |
| Total carrera                   | Total carrera | Total carrera | 22    | 0     | 2      | 1                | 0                | 0                | 5                     | 0                     | 0                     | 28    | 0     | 2      |